# 1998년 런던 영화 비평가 협회상
제19회 런던 영화 비평가 협회상은 1999년 3월 4일에 열린 시상식이다.

## 수상 및 후보

### 작품상
- 라이언 일병 구하기 - 스티븐 스필버그 수상

### 감독상
- 트루먼 쇼 - 피터 위어 수상

### 작가상
- 트루먼 쇼 - 앤드류 니콜 수상

### 여우주연상
- 엘리자베스 - 케이트 블란쳇 수상

### 남우주연상
- 이보다 더 좋을 순 없다 - 잭 니콜슨 수상

### 영국감독상
- 장군 - 존 부어만 수상

### 영국여우주연상
- 도브 - 헬레나 본햄 카터 수상

### 영국남우주연상
- 장군 - 브렌단 글리슨 수상

### 영국작가상
- 록 스탁 앤 투 스모킹 배럴즈 - 가이 리치 수상

### 영국제작자상
- 엘리자베스 - 팀 베번 수상

### 영국남우조연상
- 내가 사랑한 사람 - 나이젤 호손 수상

### 영국여우조연상
- 갓 앤 몬스터 - 린 레드그레이브 수상

### 영국신인상
- 내 이름은 조 - 피터 뮬란 수상

### 애튼보로우 상
- 록 스탁 앤 투 스모킹 배럴즈 - 가이 리치 수상

### 딜리스 파웰상
- 앨버트 피니 수상
- 존 허트 수상